# Queso flameado
Queso flameado (także: choriqueso) – charakterystyczne dla kuchni meksykańskiej (zwłaszcza północnej) danie ze stopionego sera i pikantnego chorizo, często podawane flambirowane. 
Choriqueso bywa przyrównywane do serowego fondue i serwowane jest najczęściej podczas różnego rodzaju imprez towarzyskich. W restauracjach meksykańskich popularne jest jako przystawka. W restauracjach tex-mex danie jest czasami mylone z chili con queso (sosem serowym podawanym z chipsami tortillowymi do maczania). 
Według niepotwierdzonych danych potrawa pochodzi z pogranicza północnego Meksyku i południowo-zachodnich Stanów Zjednoczonych i początek wzięło jako jedzenie z ogniska. 